# کیان ۲
کیان ۲ یک پهپاد انتحاری شناسایی و رزمی است که بر اساس کیان ۱ و در ابعاد بزرگ تر ساخته شده است. این پهپاد برای اولین بار در رزمایش ارتش جمهوری اسلامی ایران در شهریور ۱۳۹۸ رونمایی گردید.
این پهپاد از قابلیت‌های ضدرادار برای سرکوب پدافند هوایی دشمن برخورد است و همچنین قرار است ظرفیت‌های پدافند هواپایه ایران در رهگیری هواگردها را نیز افزایش دهد. در کیان ۱ نیز همانند نسخه قبلی خود از بوسترهای سوخت جامد برای شتابدهی اولیه استفاده شده و پس از رسیدن به سرعت مطلوب موتور جت آن فعال می‌شود.
کیان-۲ در شهریور ماه سال ۱۳۹۸ رونمایی شد، این پهپاد رزمی و پدافندی، در ۲ نوع و با توانایی سرعت بالا برای مأموریت های رهگیری، شناسایی و مداومت پروازی بالا برای انجام عملیات های نقطه زنی طراحی شده است.
این پهپاد با دهانه بال حدود ۳٫۵ تا ۴ متر و طول حدود ۴٫۵ متر ساخته شده و این ابعاد نسبت به «کیان- ۱» بزرگتر است و بال های با ضخامت بالا که مناسب پرواز در سرعت های فروصوت بوده امکان حمل سوخت بسیار بیشتری را به «کیان-۲» داده است.
پهپاد «کیان-۲» قادر بوده با مداومت پروازی بسیار بالا، اهدافی بسیار دورتر از مرزهای کشور را مورد هدف قرار داده و پدافند را از خاک دشمن انجام دهد.
این پرنده بدوسرنشین از موتور جت توربین گازی کوچک و احتمالاً از نوع توربوجت در داخل بدنه استفاده می کند که ۲ ورودی هوای آن با طراحی بسیار پیشرفته ای به صورت منطبق بر بدنه و طرفین آن قرار گرفته اند، همچنین این پهپاد از نوع بال دلتا بوده که خصوصیات پروازی مطلوبی از جمله مانورپذیری بالا برای افزایش دقت در انهدام هدف برای این پهپاد در سرعت های بالا ایجاد می کند.
پهپاد «کیان -۲» نیز همانند «کیان- ۱» از بستر سوخت جامد برای شروع پرواز و رسیدن به سرعت اولیه لازم برای شروع به کار موتور جت استفاده می کند.